# Kucs Béla
Kucs Béla (Ózd, 1925. július 17. – Szentendre, 1984. november 18.) Munkácsy Mihály-díjas magyar szobrász. Legismertebb köztéri szobra az Ivó lány (Szentendre).

## Életpályája
Eredetileg bányász és gyári munkás volt. 1948 és 1953 között a  Magyar Képzőművészeti Főiskola hallgatója volt, ahol mesterei  Medgyessy Ferenc, Pátzay Pál és  Mikus Sándor voltak. Már szentendrei lakosként 1965-ben megszervezte a Szentendrei Szoborparkot.  1949 óta kiállító művész.Számos egyéni kiállítása mellett jelentős csoportos kiállításon is részt vett. 150 művét Ózd városának adományozta; ezeket a Brassói úti Művelődési Központ 1985-től állandó kiállításon mutatta be.

## Egyéni kiállításai
- 1949 • Mednyánszky Terem, Budapest
- 1963 • Mednyánszky Terem, Budapest [Csizmadia Zoltánnal]
- 1963 • Tanítóképző Intézet [Végvári Jánossal], Esztergom
- 1962 • Tornyai János Múzeum (Molnár Jánossal]) Hódmezővásárhely
- 1964 • Ferenczy Múzeum, Szentendre (gyűjt.)
- 1967 • Thorma János Múzeum, Kiskunhalas
- 1968 • Tér és kompozíció, Hazafias Népfront Radnóti Klub, Budapest
- 1968 • Járási Művelődési Ház [Csurgói Máté Lajossal], Csurgó
- 1968 • Művelődési Ház (Csurgói Máté Lajossal) Barcs
- 1970 • Templomgaléria (Stettner Bélával), Vác
- 1972 • Csepel Galéria, Budapest
- 1976 • Kisgaléria, Ózd
- 1984 • Hódmezővásárhely

## Részvétele csoportos kiállításokon (válogatás)
- 1952 • Tavaszi Tárlat, Műcsarnok, Budapest • Magyar Forradalmi Művészet, Műcsarnok, Budapest
- 1958 • Magyar kisplasztikai és grafikai kiállítás, Bukarest
- 1958 • Antwerpen • Fiatal Művészek Stúdiója kiállítása, Ernst Múzeum, Budapest
- 1959 • V. Miskolci Országos Képzőművészeti kiállítás, Herman Ottó Múzeum, Miskolc
- 1961 • Tíz fiatal szobrász kiállítása, Műcsarnok, Budapest
- 1962 • IX. Vásárhelyi Őszi Tárlat, Tornyai János Múzeum, Hódmezővásárhely
- 1966 • Vietnám, József Attila Művelődési Ház, Szentendre
- 1968 • 11. Magyar Képzőművészeti kiállítás, Műcsarnok, Budapest
- 1968 • Pest megyei képzőművészek kiállítása, Ferenczy Múzeum, Szentendre
- 1969 • Nemzetközi Katonai Tárlat, Műcsarnok, Budapest
- 1970 • Szakszervezetek Országos Tanácsa felszabadulási képzőművészeti pályázatának kiállítása, Magyar Nemzeti Galéria, Budapest
- 1972, 1973, 1975 • XIII., XIV., XVI. Szegedi Nyári Tárlat
- 1974 • 7. Balatoni Nyári Tárlat, Balatoni Múzeum, Keszthely
- 1976 • Fényes szelek nemzedéke, Magyar Nemzeti Galéria, Budapest
- 1978 • XXV. Vásárhelyi Őszi Tárlat, Tornyai János Múzeum, Hódmezővásárhely
- 1978 • Miskolci Téli Tárlat, Miskolci Galéria, Miskolc
- 1978 • Magyar szobrászati kiállítás, Műcsarnok, Budapest
- 1979 • Tanácsköztársaság a művészetben, Magyar Nemzeti Galéria – Lamberg-kastély, Mór
- 1984 • Szabadtéri szoborkiállítás, Salgótarján.

## Művei közgyűjteményekben
- Magyar Nemzeti Galéria, Budapest
- Tornyai János Múzeum, Hódmezővásárhely
- Sárospataki Képtár, Sárospatak.

## Díjai, elismerései
- Munkácsy Mihály-díj (1957)
- Szocialista Kultúráért emlékérem (1966).

## Képgaléria
Az alábbi képeken Kucs egyes szobrai láthatóak.

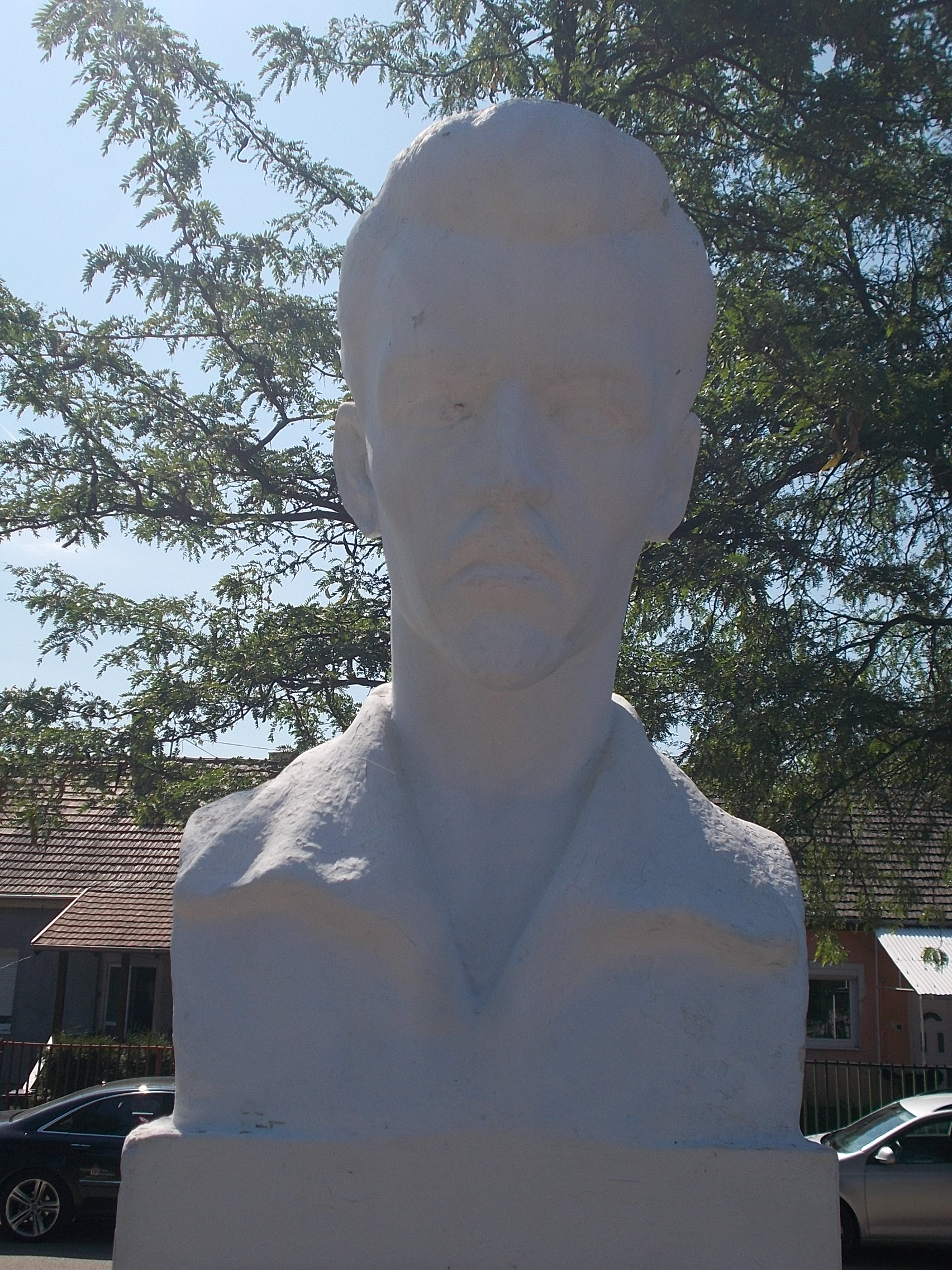
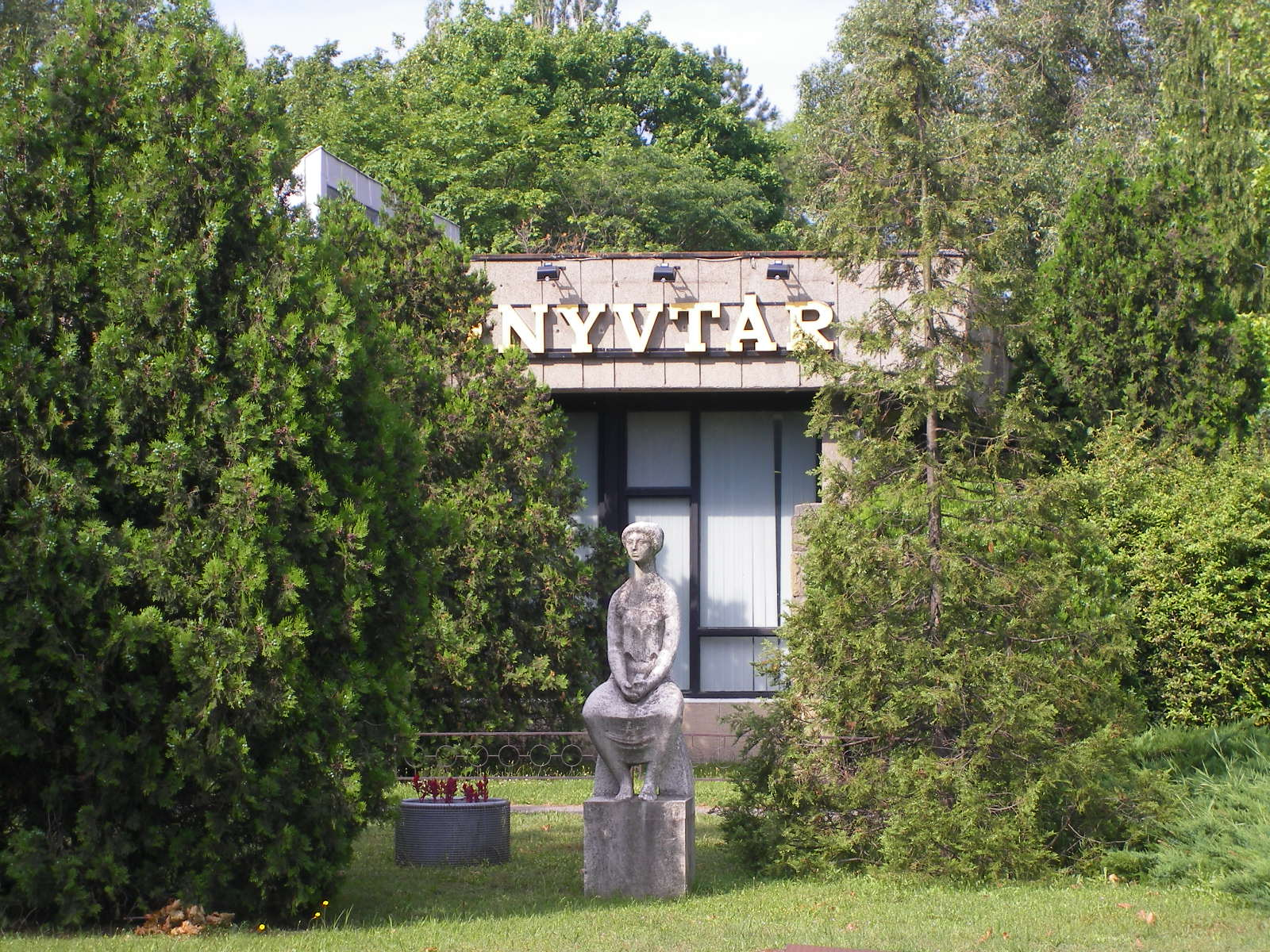
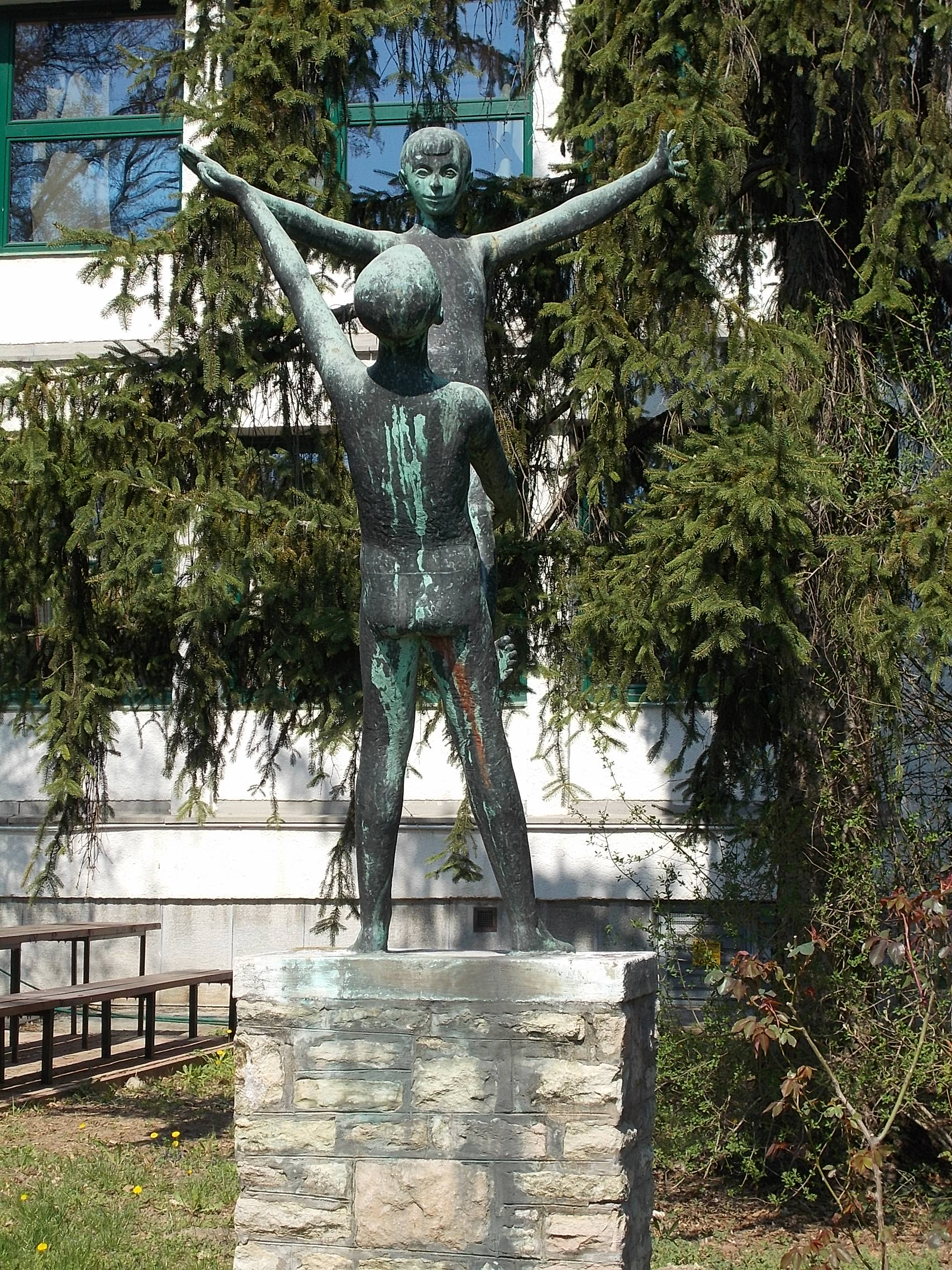
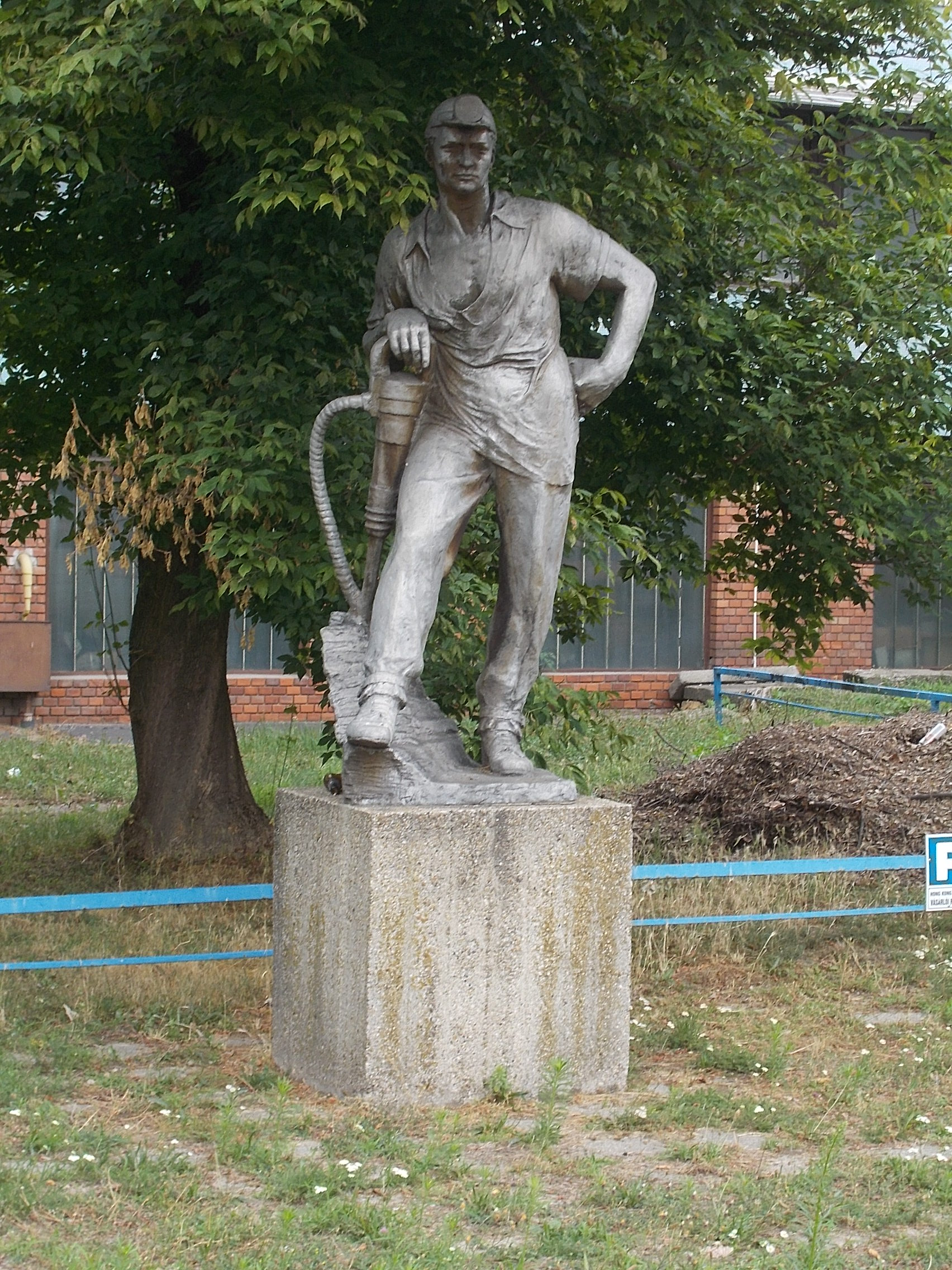
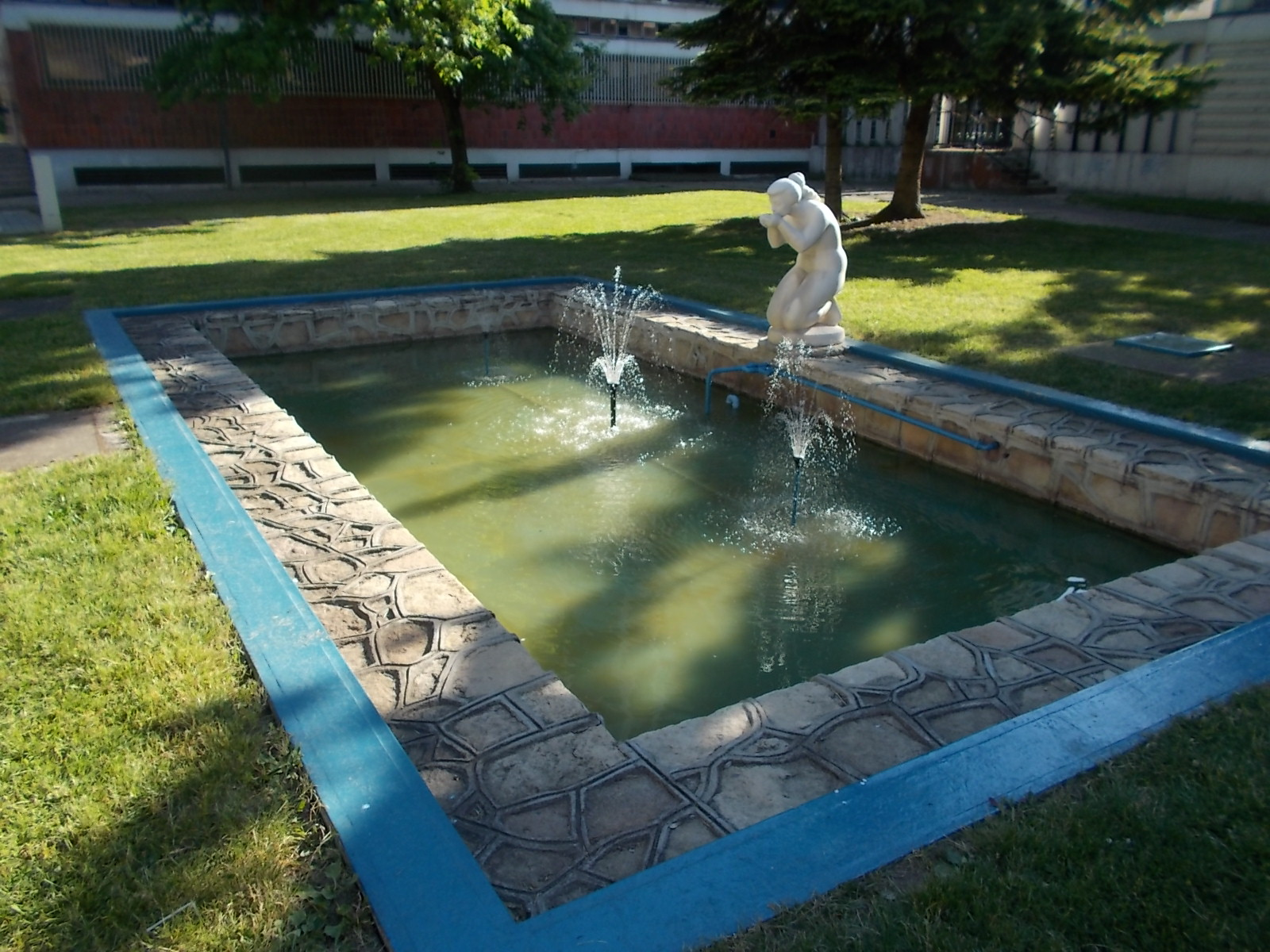
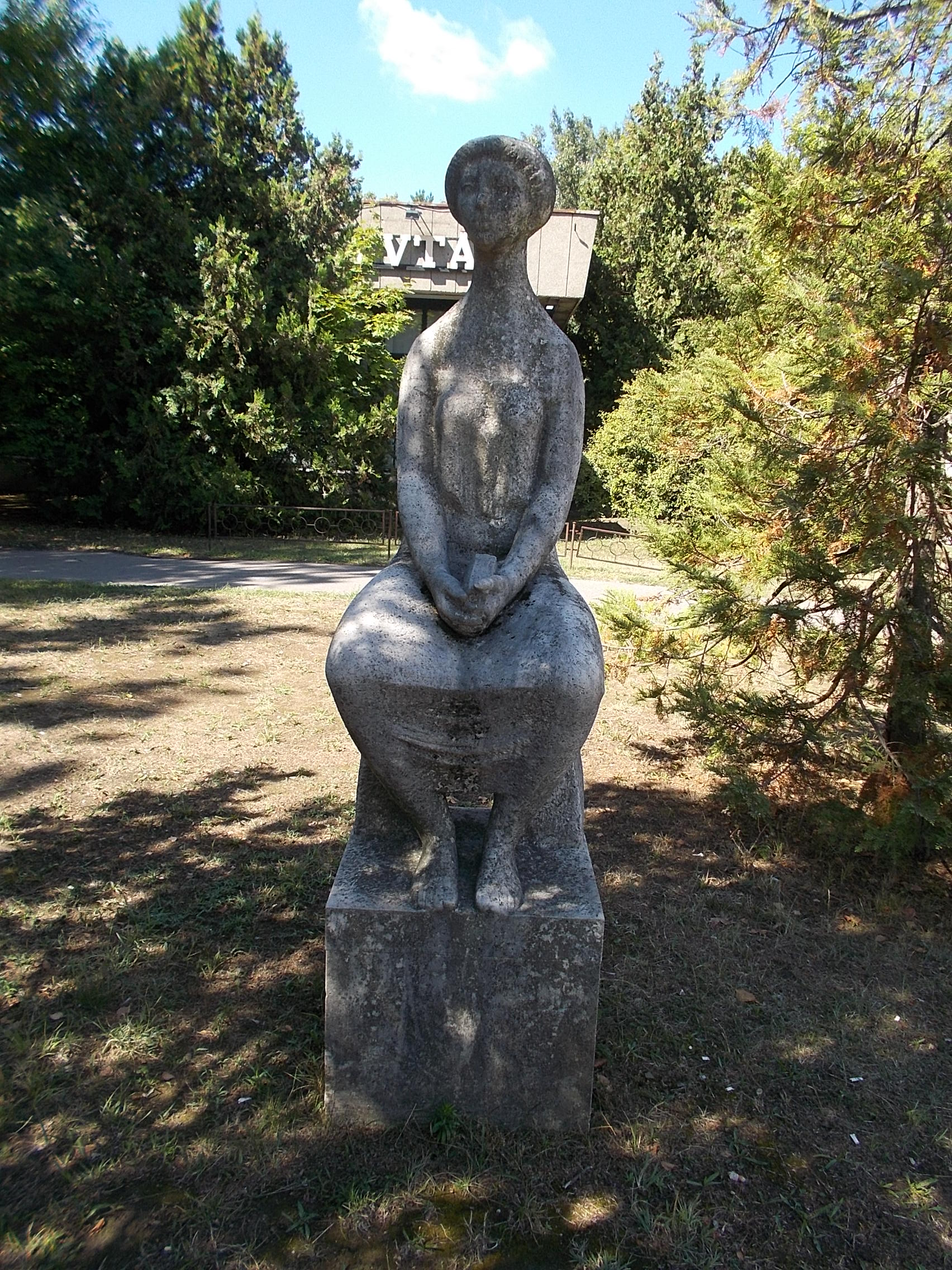